# الوجيدة (شبام)
'

تعديل مصدري - تعديل

الوجيدة هي إحدى قرى عزلة شبام بمديرية شبام التابعة لمحافظة حضرموت، بلغ تعداد سكانها 28 نسمة حسب تعداد اليمن لعام 2004.